# Treichelia longebracteata
Treichelia es un género monotípico de plantas  perteneciente a la familia Campanulaceae. Contiene una única especie: Treichelia longebracteata Vatke. Es originaria de la Provincia del Cabo en Sudáfrica.

## Taxonomía
Treichelia longebracteata fue descrita por (H.Buek) Vatke y publicado en Linnaea 38: 700. 1874.
Sinonimia
- Microcodon longibracteatus H.Buek in C.F.Ecklon & K.L.P.Zeyher, Enum. Pl. Afric. Austral.: 378 (1837).
- Campanula longibracteata (H.Buek) D.Dietr., Syn. Pl. 1: 757 (1839).
- Leptocodon longibracteatum (H.Buek) Sond. in W.H.Harvey & auct. suc. (eds.), Fl. Cap. 3: 585 (1865).
- Wahlenbergia depressa Wolley-Dod, J. Bot. 39: 400 (1901), nom. illeg.